# 张军 (昆曲演员)
张军（1974年10月—），中国昆曲（小生）演员、中国国家一级演员、中国共产党党员、藝術創作碩士、上海戏剧学院附属戏曲学校校长，人稱昆曲王子。代表作品有昆曲《春江花月夜》、《牡丹亭》。

## 生平
张军在上海青浦農村长大，12岁時考進上海戏曲学校  學習昆曲，1994年畢業，之後進入上海昆剧团成为一名小生演员，一度成為上海昆剧团副团长，後來離開了上海昆剧团。2009年9月22日，上海张军昆曲艺术中心以及上海文化发展基金会张军昆曲艺术专项基金成立，张军担任上海张军昆曲艺术中心的艺术总监。2011年5月，张军因“长期致力于推广非物质文化遗产昆曲”而获得联合国教科文组织和平艺术家称号。2021年3月，张军出任上海戏剧学院附属戏曲学校校长。